# Аккулак
Аккулак (каз. Аққұлақ) — село в Аральском районе Кызылординской области Казахстана. Входит в состав Аманоткельского сельского округа. Код КАТО — 433233300.

## Население
В 1999 году население села составляло 272 человека (144 мужчины и 128 женщин). По данным переписи 2009 года, в селе проживало 290 человек (146 мужчин и 144 женщины).